# Eclipta (thực vật)
Chi Cỏ mực (danh pháp khoa học: Eclipta) là một chi thực vật có hoa trong họ Cúc (Asteraceae).

## Các loài
Chi Eclipta gồm các loài:
- Eclipta alatocarpa Melville, 1960: Australia.
- Eclipta elliptica DC., 1836: Từ miền nam Brasil tới đông bắc Argentina.
- Eclipta leiocarpa Cuatrec., 1954: Colombia (Cundinamarca).
- Eclipta megapotamica (Spreng.) Sch.Bip. ex S.F.Blake, 1930: Từ miền nam Brasil (Rio Grande do Sul) tới đông bắc Argentina.
- Eclipta platyglossa F.Muell., 1861: Australia.
- Eclipta prostrata (L.) L., 1771 - loài điển hình. Rộng khắp ôn đới và nhiệt đới toàn thế giới.
- Eclipta turkica Yıld., 2011: Thổ Nhĩ Kỳ.

### Chưa rõ
- Eclipta paludicola Steud., 1840: Brasil?